# Nuoto ai campionati europei di nuoto 2014 - 50 metri rana femminili
La gara dei 50 metri rana femminili degli Europei 2014 si è svolta il 23-24 agosto. Le qualifiche per la semifinale si sono svolte la mattina del 23 agosto 2014, mentre la semifinale si è svolta la sera dello stesso giorno. La finale, invece, si è svolta la sera del 24 agosto 2014.

## Medaglie
| Posizione | Atleta           | Paese       |
| --------- | ---------------- | ----------- |
| Oro       | Rūta Meilutytė   | Lituania    |
| Argento   | Jennie Johansson | Svezia      |
| Bronzo    | Moniek Nijhuis   | Paesi Bassi |

## Record
Prima della manifestazione il record del mondo (RM), il record europeo (EU) e il record dei campionati (RC) erano i seguenti.
| Record mondiale       | 29"48 | Rūta Meilutytė Lituania | 3 agosto 2013 Barcellona, Spagna  |
| Record europeo        | 29"48 | Rūta Meilutytė Lituania | 3 agosto 2013 Barcellona, Spagna  |
| Record dei campionati | 30"29 | Julija Efimova Russia   | 15 agosto 2010 Budapest, Ungheria |

Durante la competizione sono stati migliorati i seguenti record:
| Data      | Evento        | Atleta         | Nazione  | Tempo | Record                |
| --------- | ------------- | -------------- | -------- | ----- | --------------------- |
| 23 agosto | 2ª semifinale | Rūta Meilutytė | Lituania | 29"88 | Record dei campionati |

## Risultati

### Batterie
| Pos. | Batteria | Corsia | Atleta                    | Nazionalità          | Tempo | Note |
| ---- | -------- | ------ | ------------------------- | -------------------- | ----- | ---- |
| 1    | 5        | 4      | Rūta Meilutytė            | Lituania             | 30"73 | Q    |
| 2    | 3        | 5      | Moniek Nijhuis            | Paesi Bassi          | 30"75 | Q    |
| 3    | 4        | 4      | Jennie Johansson          | Svezia               | 30"79 | Q    |
| 4    | 4        | 3      | Dorothea Brandt           | Germania             | 30"82 | Q    |
| 5    | 4        | 6      | Sycerika McMahon          | Irlanda              | 31"02 | Q    |
| 6    | 5        | 3      | Mariya Liver              | Ucraina              | 31"13 | Q    |
| 7    | 4        | 5      | Rikke Møller Pedersen     | Danimarca            | 31"21 | Q    |
| 7    | 5        | 7      | Hrafnhildur Lúthersdóttir | Islanda              | 31"21 | Q    |
| 9    | 3        | 4      | Petra Chocová             | Rep. Ceca            | 31"25 | Q    |
| 10   | 3        | 2      | Arianna Castigloni        | Italia               | 31"36 | Q    |
| 11   | 4        | 8      | Martina Moravčíková       | Rep. Ceca            | 31"45 | Q    |
| 12   | 4        | 7      | Amit Ivry                 | Israele              | 31"50 | Q    |
| 13   | 3        | 3      | Fiona Doyle               | Irlanda              | 31"63 | Q    |
| 14   | 4        | 1      | Veera Kivrina             | Finlandia            | 31"71 | Q    |
| 15   | 5        | 1      | Fanny Lecluyse            | Belgio               | 31"84 | Q    |
| 16   | 3        | 6      | Caroline Ruhnau           | Germania             | 31"85 | Q    |
| 17   | 3        | 1      | Louise Dalgaard           | Danimarca            | 31"90 |      |
| 18   | 3        | 7      | Jenna Laukkanen           | Finlandia            | 31"91 |      |
| 19   | 4        | 2      | Jessica Vall              | Spagna               | 31"99 |      |
| 20   | 5        | 0      | Maria Astashkina          | Russia               | 32"01 |      |
| 21   | 2        | 2      | Vitalina Simonova         | Russia               | 32"03 |      |
| 22   | 4        | 9      | Jessica Eriksson          | Svezia               | 32"13 |      |
| 23   | 3        | 8      | Tjaša Vozel               | Slovenia             | 32"20 |      |
| 24   | 5        | 2      | Marina García Urzainqui   | Spagna               | 32"43 |      |
| 25   | 2        | 3      | Olga Tovstogan            | Ucraina              | 32"45 |      |
| 26   | 2        | 5      | Coralie Dobral            | Francia              | 32"53 |      |
| 27   | 4        | 0      | Giulia De Ascentis        | Italia               | 32"54 |      |
| 28   | 3        | 0      | Anna Mäkinen              | Finlandia            | 32"64 |      |
| 29   | 3        | 9      | Gizem Bozkurt             | Turchia              | 32"68 |      |
| 30   | 2        | 0      | Vilma Ekström             | Svezia               | 32"78 |      |
| 31   | 2        | 8      | Eva Jordová               | Rep. Ceca            | 32"79 |      |
| 32   | 5        | 8      | Ivana Ninković            | Bosnia ed Erzegovina | 32"82 |      |
| 33   | 2        | 6      | Claire Polit              | Francia              | 32"83 |      |
| 34   | 1        | 3      | Andrea Podmaníková        | Slovacchia           | 32"87 |      |
| 35   | 2        | 7      | Christina Nothdurfter     | Austria              | 32"90 |      |
| 36   | 1        | 8      | Maria Harutjunjan         | Estonia              | 32"91 |      |
| 37   | 2        | 9      | Alona Ribakova            | Lettonia             | 32"94 |      |
| 38   | 1        | 5      | Maria Romanjuk            | Estonia              | 33"14 |      |
| 39   | 2        | 1      | Tatiana Chişca            | Moldavia             | 33"15 |      |
| 40   | 1        | 7      | Stina Colleou             | Norvegia             | 33"22 |      |
| 41   | 2        | 4      | Lisa Zaiser               | Austria              | 33"23 |      |
| 42   | 1        | 0      | Alina Bulmag              | Moldavia             | 33"55 |      |
| 43   | 1        | 1      | Ana Radič                 | Croazia              | 33"72 |      |
| 44   | 1        | 4      | Anastasia Korotkov        | Israele              | 33"73 |      |
| 45   | 1        | 2      | Julia Kukla               | Austria              | 34"05 |      |
| 46   | 1        | 6      | Edita Chrápavá            | Rep. Ceca            | 34"16 |      |
| —    | 5        | 6      | Lisa Fissneider           | Italia               |       | DSQ  |
| —    | 5        | 5      | Sophie Taylor             | Regno Unito          |       | DNS  |
| —    | 5        | 9      | Birgit Koschischek        | Austria              |       | DNS  |

### Semifinali

#### Semifinali 1
| Pos. | Corsia | Atleta                    | Nazionalità | Tempo | Note |
| ---- | ------ | ------------------------- | ----------- | ----- | ---- |
| 1    | 5      | Dorothea Brandt           | Germania    | 30"83 | Q    |
| 2    | 4      | Moniek Nijhuis            | Paesi Bassi | 30"98 | Q    |
| 3    | 6      | Hrafnhildur Lúthersdóttir | Islanda     | 31"31 | Q    |
| 4    | 3      | Mariya Liver              | Ucraina     | 31"32 |      |
| 5    | 7      | Amit Ivry                 | Israele     | 31"42 |      |
| 6    | 2      | Arianna Castigloni        | Italia      | 31"53 |      |
| 7    | 1      | Veera Kivrina             | Finlandia   | 31"67 |      |
| 8    | 8      | Caroline Ruhnau           | Germania    | 31"79 |      |

#### Semifinali 2
| Pos. | Corsia | Atleta                | Nazionalità | Tempo | Note |
| ---- | ------ | --------------------- | ----------- | ----- | ---- |
| 1    | 4      | Rūta Meilutytė        | Lituania    | 29"88 | Q,   |
| 2    | 5      | Jennie Johansson      | Svezia      | 30"74 | Q    |
| 3    | 2      | Petra Chocová         | Rep. Ceca   | 31"09 | Q    |
| 4    | 1      | Fiona Doyle           | Irlanda     | 31"30 | Q    |
| 5    | 6      | Rikke Møller Pedersen | Danimarca   | 31"32 |      |
| 6    | 3      | Sycerika McMahon      | Irlanda     | 31"50 |      |
| 7    | 7      | Martina Moravčíková   | Rep. Ceca   | 31"80 |      |
| 8    | 8      | Fanny Lecluyse        | Belgio      | 32"25 |      |

#### Spareggio
| Pos. | Corsia | Atleta                | Nazionalità | Tempo | Note |
| ---- | ------ | --------------------- | ----------- | ----- | ---- |
| 1    | 5      | Mariya Liver          | Ucraina     | 31"23 | Q    |
| 2    | 4      | Rikke Møller Pedersen | Danimarca   | 31"40 |      |

### Finale
| Pos. | Corsia | Atleta                    | Nazionalità | Tempo | Note |
| ---- | ------ | ------------------------- | ----------- | ----- | ---- |
|      | 4      | Rūta Meilutytė            | Lituania    | 29"89 |      |
|      | 5      | Jennie Johansson          | Svezia      | 30"52 |      |
|      | 6      | Moniek Nijhuis            | Paesi Bassi | 30"64 |      |
| 4    | 8      | Mariya Liver              | Ucraina     | 30"68 |      |
| 5    | 3      | Dorothea Brandt           | Germania    | 30"82 |      |
| 6    | 2      | Petra Chocová             | Rep. Ceca   | 31"13 |      |
| 7    | 7      | Fiona Doyle               | Irlanda     | 31"37 |      |
| 8    | 1      | Hrafnhildur Lúthersdóttir | Islanda     | 31"53 |      |